# Intars Spalviņš
Intars Spalviņš (* 20. Dezember 1980 in Jelgava) ist ein früherer lettischer Skilangläufer und Biathlet.
Intars Spalviņš ist Student und lebt in Priekule. Er startet für den Skiclub in Cēsis und wurde von Ilgonis Pogulis trainiert. Mit dem Biathlonsport begann er 1990. Sowohl im Skilanglauf wie auch im Biathlon begann Spalviņš 2000 international zu starten.
Im Biathlon debütierte Spalviņš zum Auftakt der Saison 2000/01 bei den Wettkämpfen des Biathlon-Weltcups in Hochfilzen und Antholz. Er belegte im Einzel den 104. Platz, im Sprint wurde er 107. Sein drittes Rennen beendete der Lette bei einem Einzel in Osrblie als 98. und damit erstmals auf einer zweistelligen Platzierung. Höhepunkt der ersten Saison wurde die Teilnahme an den Biathlon-Europameisterschaften 2001 in der Haute-Maurienne. Im Einzel lief Spalviņš auf den 53. Platz und wurde 59. des Sprintrennens. Die Saison 2002/03 lief er weitestgehend im Europacup, nur bei der letzten Station in Östersund kam er im Weltcup zum Einsatz. Mit Platz 62 im Sprint und 58 in der Verfolgung belegte er seine besten Platzierungen in der höchsten Wettbewerbsserie der Sportart. In Forni Avoltri wurden die Europameisterschaften 2003 Saisonhöhepunkt. Im Einzel belegte Spalviņš den 37. Platz, wurde 54. des Sprints und mit Oļegs Maļuhins, Jēkabs Nākums und Gints Rozenbergs als Schlussläufer der Staffel Zehnter. Im weiteren Verlauf des Jahres trat der Lette in Forni Avoltri auch bei den Sommerbiathlon-Weltmeisterschaften 2003 an, wo er 33. des Sprints und 35. der Verfolgung wurde. Im Jahr darauf kam er in Osrblie bei den Sommer-Weltmeisterschaften erneut zum Einsatz. In der Slowakei belegte der Lette die Ränge 19 im Sprint, 23 im Verfolgungsrennen, neun im Massenstart und mit Kristaps Lībietis, Ojārs Mednis und Rozenbergs Platz acht im Staffelrennen. Zudem kam er bei den erstmals ausgetragenen Sommerbiathlon-Europameisterschaften 2004 in Clausthal-Zellerfeld zum Einsatz. Im Sprint verpasste er als Viertplatzierter um weniger als fünf Sekunden eine Medaille, im Verfolgungsrennen fiel er auf den achten Platz zurück.
Im Skilanglauf waren die Juniorenweltmeisterschaften 2000 in Štrbské Pleso Spalviņš erster internationaler Einsatz. Im Sprint wurde er 64. der Sprintqualifikation, womit er das eigentliche Rennen verpasste. Bis 2005 lief der Lette nur ein weiteres FIS-Rennen. Nachdem er sich 2004 vom Biathlon zurückgezogen hatte, spezialisierte er sich auf den Langlauf. Den ersten Einsatz hatte er bei den Nordischen Skiweltmeisterschaften 2005 in Oberstdorf, bei dem Spalviņš den 74. Platz über 15 Kilometer Freistil erreichte. Zum Beginn der Saison 2005/06 debütierte der Lette in Kuusamo auch im Skilanglauf-Weltcup. Über 15 Kilometer Freistil belegte er Platz 87. In Otepää erreichte er im weiteren Verlauf der Saison mit Rang 53 im Klassik-Sprint sein bestes Resultat im Weltcup. Höhepunkt der Karriere wurde die Teilnahme an den Olympischen Winterspielen 2006 in Turin. Bei den Wettkämpfen in Pragelato Plan lief er auf den 75. Platz über 15 Kilometer Klassisch, wurde 72. in der Sprint-Qualifikation und kam über 50 Kilometer im freien Stil nicht ins Ziel. Bis zum nächsten Großereignis, den Weltmeisterschaften 2007 in Sapporo, kam der Lette in FIS-Rennen und im Alpencup zum Einsatz. Bei den Weltmeisterschaften erreichte Spalviņš über 15 Kilometer Freistil den 55. Platz und kam im Verfolgungsrennen nicht ins Ziel. Gegen Ende des Jahres trat er noch einmal bei einem FIS-Rennen in Muonio an und beendete danach seine aktive Karriere.

## Biathlon-Weltcup-Platzierungen
Die Tabelle zeigt alle Platzierungen (je nach Austragungsjahr einschließlich Olympische Spiele und Weltmeisterschaften).
- 1.–3. Platz: Anzahl der Podiumsplatzierungen
- Top 10: Anzahl der Platzierungen unter den ersten zehn (einschließlich Podium)
- Punkteränge: Anzahl der Platzierungen innerhalb der Punkteränge (einschließlich Podium und Top 10)
- Starts: Anzahl gelaufener Rennen in der jeweiligen Disziplin

| Platzierung | Einzel | Sprint | Verfolgung | Massenstart | Staffel | Gesamt |
| ----------- | ------ | ------ | ---------- | ----------- | ------- | ------ |
| 1. Platz    |        |        |            |             |         |        |
| 2. Platz    |        |        |            |             |         |        |
| 3. Platz    |        |        |            |             |         |        |
| Top 10      |        |        |            |             |         |        |
| Punkteränge |        |        |            |             | 1       | 1      |
| Starts      | 3      | 5      | 1          |             | 1       | 10     |